# Magilus antiquus
Magilus antiquus Montfort, 1810 è un mollusco gasteropode appartenente alla famiglia Muricidae.

## Distribuzione
Proviene dal mar Rosso e dall'oceano Indiano, in particolare da Tanzania, Aldabra e Mauritius. È stato osservato anche in Nuova Zelanda.

## Biologia
È un parassita dei coralli, dove si scava una nicchia.